# Ituzaingó partido
Ituzaingó egy partido Argentína középpontjától keletre, Buenos Aires tartományban. Székhelye Ituzaingó.

## Népesség
A partido népessége a közelmúltban a következőképpen változott:
| Év   | Lakosság |
| ---- | -------- |
| 2001 | 156 284  |
| 2010 | 167 824  |